# Goddelijk Kind Jezuskerk (Laken)
De Goddelijk Kind Jezuskerk (Frans: Église du Divin Enfant Jésus) is een kerkgebouw te Laken, gelegen aan Houba De Strooperlaan 761.
Deze bakstenen kerk, in neoromaanse stijl, werd gebouwd van 1939-1942. Voordien bestond er een andere kerk voor deze parochie.
De voorgevel heeft een kenmerkend diep ingangsportaal en rechts ervan is een bescheiden vierkant torentje, gedekt door een helmdak.
De preekstoel werd vervaardigd door Napoleon Daems. De twee biechtstoelen, uit de 2e helft van de 19e eeuw, zijn afkomstig van de voormalige Sint-Jan-de-Doperkerk (Molenbeek) van 1836.

## Trivia
Op 1 juni 1950 trouwde Jacques Brel in deze kerk met Thérèse Michielsen.